# Daniel Bautista
Daniel Bautista Rocha (San Luis Potosí, 1952. augusztus 4. – ) olimpiai bajnok mexikói gyalogló atléta. Ő szerezte Mexikó történetének első olimpiai aranyát atlétikában, összességében pedig az ország 7. aranyát.

## Élete és pályafutása
1952-ben született San Luis Potosíban, de fiatalkorát már Monterreyben töltötte. Már kis korától kezdve érdeklődést mutatott az atlétika iránt. Lucio nevű testvére 5 és 10 km-es távokon futott, és Daniel is vele szokott tartani, de később a futásról átváltott a gyaloglásra. Ezt aközben űzte, hogy Monterreyben dolgozott is. Bár az 1970-es évek elejétől kezdve sorozatban nyerte a versenyeket, egy súlyos sérülés miatt orvosa azt tanácsolta, hagyja abba ezt a sportot. Gyógyulása után azonban mégis folytatta (ebben nagy szerepe volt lengyel származású, de a mexikói állampolgárságot is felvett edzőjének, Jersy Haussebernek), sőt, 1974-ben már meg is nyerte a 35 km-es gyaloglás országos bajnokságát, azután pedig egészen az olimpiáig egyetlen versenyen sem talált legyőzőre, sem hazai, sem nemzetközi szinten: többek között nyert a Pánamerikai Játékokon is. Az 1976-os montreali olimpián a 20 km-es gyaloglásban nagyot küzdött német ellenfeleivel, de a 17. kilométernél lehagyta őket és végül 1 óra 24 perc 40 másodperces olimpiai rekorddal sima győzelmet aratott. Ezzel ő lett Mexikó első atlétikai olimpiai bajnoka. 1980 márciusában ugyanezen a távon 1 óra 21 perccel világcsúcsot állított fel. Az 1980-as moszkvai olimpián a címvédés reményében állt rajthoz, de végül kizárták a versenyből: mintegy 2 kilométerrel a cél előtt elsőként ért be egy alagútba (más forrás szerint egy híd alá), mögötte egy szovjet versenyzővel, de valami történt ott, ami miatt őt is és a szovjetet is kizárták. (Azt mondják, a szovjetet egy mexikói bíró zárta ki bosszúból, miután Bautistát a német és lengyel bírók kizárták.)